# ЦАС регистарски број
ЦАС регистарски број (CAS registry numbers) је јединствен нумерички идентификатор хемијских једињења, полимера, биолошких компонената, смеша и легура. У литератури на енглеском може стајати 'CAS numbers, CAS RNs или CAS #s.
Chemical Abstracts Service (одатле и потиче скраћеница ЦАС), као део Америчког хемијског друштва (American Chemical Society), додељује ове нумеричке идентификаторе сваком једињењу које је објављено у литератури. Намера је била да се створи јединствена база података и да се претрага олакша, с обзиром да многа једињења имају по неколико имена. Скоро свака хемијска база података данас дозвољава претрагу преко ЦАС броја. 
ЦАС такође води и продаје базу података свих супстанци, познату као ЦАС регистар.
31. марта 2006. године, у ЦАС регистру се налазило 27.631.785 супстанци. Око 50.000 нових једињења се дода скоро сваке недеље.

## Формат
ЦАС регистарски број је раздвојен цртицама у три дела; први део садржи до шест цифара, други две, а трећи једну цифру која служи као проверна цифра (check digit) која је једнака бинарном проверном збиру (checksum). Бројеви се додељују у растућем поретку, и немају никаквом битног значења. 
Проверни збир се рачуна множењем последње цифре са 1, следеће цифре са 2, наредне са 3 итд., сабирањем добијених бројева и одређивањем добијеној суми модуло 10. Као пример, ЦАС број кокаина је 50-36-2; проверни збир се рачуна на следећи начин: (6×1 + 3×2 + 0×3 + 5×4) = 32; 32 мод 10 = 2.

## Изомери, ензими и смеше
Различитим изомерима истог молекула се додељују различити ЦАС бројеви: Д-глукоза има 50-99-7, Л-глукоза има 921-60-8, α-Д-глукоза има 26655-34-5 итд. Понекад цела класа једињења добије јединствен ЦАС број: цела група алкохола дехидрогеназа (који спадају у ензиме) има 9031-72-5. Као пример смеше може да послужи ЦАС број слачичног уља 8007-40-7.